# Justyna Drukała
Justyna Agata Drukała (ur. 1970) – polska biolog, dr hab. nauk biologicznych, profesor nadzwyczajny Zakładu Biologii Komórki Wydziału Biochemii, Biofizyki i Biotechnologii Uniwersytetu Jagiellońskiego.

## Życiorys
20 kwietnia 1999 obroniła pracę doktorską Selektywność działania wybranych leków przeciwnowotworowych na ludzkie keratynocyty i komórki czerniaka HTB 140; 12 czerwca 2012 uzyskała stopień doktora habilitowanego. Otrzymała nominację profesorską. Została zatrudniona na stanowisku adiunkta w Małopolskim Centrum Biotechnologii na Uniwersytecie Jagiellońskim.
Piastuje funkcję profesora nadzwyczajnego w Zakładzie Biologii Komórki na Wydziale Biochemii, Biofizyki i Biotechnologii Uniwersytetu Jagiellońskiego, a także sekretarza Polskiego Towarzystwa Biologii Komórki.